# Vladlen Igorevich Babayev
Bản mẫu:Eastern Slavic name
Vladlen Igorevich Babayev (tiếng Nga: Владлен Игоревич Бабаев; sinh ngày 16 tháng 10 năm 1996) là một cầu thủ bóng đá người Nga thi đấu cho F.K. Volgar Astrakhan.

## Sự nghiệp câu lạc bộ
Anh có màn ra mắt tại Giải bóng đá Quốc gia Nga cho F.K. Volgar Astrakhan vào ngày 15 tháng 7 năm 2017 trong trận đấu với F.K. Rotor Volgograd.